# Uri Barbash

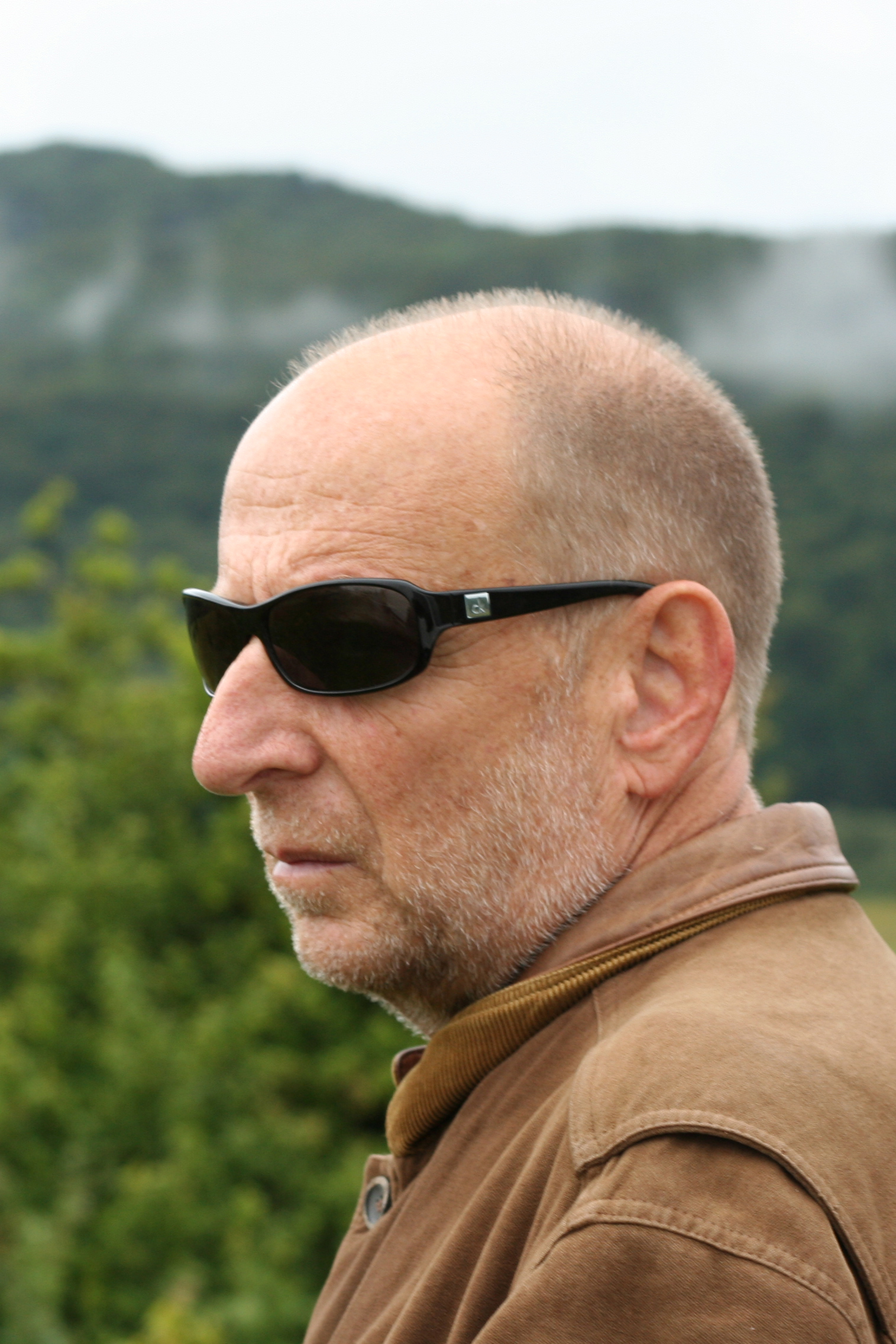
Uri Barbash 2008

Uri Barbash (* 24. Dezember 1946 in Tel Aviv) ist ein israelischer Filmregisseur.

## Leben
Barbash kam als ältester Sohn des jüdischen Mossad-Funktionärs Menahem Barbash (1916–2006) in Tel Aviv zur Welt und verbrachte einen Teil seiner Kindheit in Südamerika. Barbashs Bruder Benny Barbash ist als Schriftsteller und Drehbuchautor tätig. Barbash war Mitglied der Jugendbewegung Hashomer Hatzair und besuchte das humanistische Gymnasium Tichon Hadash in Tel Aviv. Ab dem Alter von 16 Jahren lebte er allein in der Stadt, da seine Familie mit dem Vater zurück nach Südamerika gegangen war. Barbash studierte zunächst Hebräisch und Theater an der Universität Tel Aviv und kam während des Studiums per Zufall zum Film, so wurde er Fahrer einer Filmproduktionsgruppe und später Produktionsassistent und Produktionsleiter.  Er studierte Filmproduktion an der London International Film School. Barbash kehrte 1973 nach Israel zurück und nahm als Soldat am Jom-Kippur-Krieg teil.
Barbash drehte zunächst Filme für das Fernsehen. Für seine vierte Regiearbeit, den Spielfilm Jenseits der Mauern erhielt Barbash internationale Aufmerksamkeit. Der Film thematisiert den israelisch-palästinensischen Konflikt innerhalb eines Hochsicherheitsgefängnisses und war die erste Zusammenarbeit Barbashs mit seinem Bruder Benny Barbash: Beide schrieben gemeinsam das Drehbuch zum Film, der 1985 für einen Oscar in der Kategorie Bester fremdsprachiger Film nominiert wurde. Auch bei zahlreichen weiteren Filmen arbeitete Uri Barbash von nun an mit seinem Bruder zusammen.
Nach dem umstrittenen Dokumentar-Mehrteiler Der Kastner-Prozeß für Channel 1, der den Gerichtsprozess Rudolf Kastner gegen Malkiel Grünwald aus dem Jahr 1954 rekonstruiert, widmete sich Barbash erstmals 2008 wieder der Thematik des Holocaust und realisierte mit Spring 1941 die erste israelisch-polnische Koproduktion. Der Film beruht auf Ida Finks Kurzgeschichten A Conversation und Spring Morning und widmet sich der jüdisch-kanadischen Cellistin Ida Fink, die nach 30 Jahren nach Polen zurückkehrt; in Rückblenden sind ihre Erlebnisse im Jahr 1941 zu sehen, darunter die Besetzung Polens durch die Nationalsozialisten und die Flucht der Familie auf eine polnische Farm. Wie bei Der Kastner-Prozeß und Kav 300 arbeitete Barbash auch bei Spring 1941 mit Drehbuchautor Motti Lerner zusammen. Barbash bezeichnete den Film als Erfüllung eines langgehegten Traums, so habe er immer einen Film mit Holocaust-Thematik drehen wollen, da der Holocaust in seinem Leben eine dominante Rolle spielt, auch wenn seine Familie nicht direkt betroffen gewesen sei. Seine Regiearbeiten versteht Barbash nach eigener Aussage als Rache für die Gräuel des Holocaust. In einem Interview sagte er dazu: „Making films is my way of taking revenge. […] I don’t forgive, and that’s why I make my films!“ („Filme zu drehen ist meine Form der Rache. […] Ich vergebe nicht, das ist der Grund, warum ich Filme drehe!“).
In seinem aktuellen Werk Kapo in Jerusalem folgt Barbash zwei Auschwitz-Überlebenden, der Pianistin Sarah und dem Arzt Bruno, die während des israelischen Unabhängigkeitskriegs 1946 in Jerusalem heimisch werden wollen. Bruno wird mit seiner Vergangenheit konfrontiert und bezichtigt, in Auschwitz als sadistischer Blockwart tätig gewesen zu sein. Zu Kapo in Jerusalem wurde Barbash durch Eliezer Grinbaums Biografie, der Kapo in Auschwitz gewesen war, inspiriert. Barbash realisierte Kapo in Jerusalem nach Spring 1941 als zweiten von drei Filmen, die sich der Thematik des Holocaust anhand verschiedener Biografien von Zeitzeugen widmen.

## Filmografie (Auswahl)
- 1982: Ot Kain
- 1982: Gabi Ben Yakar
- 1984: Jenseits der Mauern (Me’Ahorei Hasoragim)
- 1987: Land der Sehnsucht (Ha-Holmim)
- 1989: Ehad Mishelanu
- 1990: Last Moments
- 1990: Final Take Off – Der letzte Kampf im Cockpit (Derech Ha’nesher)
- 1991: Z’man Emet
- 1992: Me’Ahorei Hasoragim II
- 1992: Lelakek Tatut
- 1994: Der Kastner-Prozeß (Mishpat Kastner)
- 1994: Ipui Koach
- 1997: Kav 300 (TV-Mehrteiler)
- 2006: Melah Ha’arets
- 2008: Spring 1941 (Aviv 41)
- 2014: Kapo in Jerusalem (Kapo Be’Yerushalaim)

## Auszeichnungen
- 2015: Schoumann Award Honorable Mention, Jerusalem Jewish Film Festival, für Kapo in Jerusalem[8]